# Memoiren, gefunden in der Badewanne
Memoiren, gefunden in der Badewanne (original: „Pamiętnik znaleziony w wannie“) ist ein Science-Fiction-Roman von Stanisław Lem. Er erschien 1974 in Deutschland und zeigt deutliche Züge der politischen Satire. Lem selbst sah den Ursprung des Buches „...in einer Version des Staates, die der Stalinismus als wohl historisch einmaligen Formationstyp geschaffen hat“, vertrat aber die Ansicht, dass das Buch „…über die Zeitgebundenheit der politischen Satire hinausgeht. Wir finden hier die Totalisierung des Begriffs der Intentionalität. Das wird mit spürbarer, ja geradezu gespenstischer Konsequenz durchgeführt und ergibt überraschende Effekte.“
Der größte Teil des Buchs erzählt die Geschichte des Protagonisten in einer meist nur das „Gebäude“ genannten Spionagezentrale. Das Verhältnis zwischen allen Akteuren und Abteilungen im Gebäude ist von massivem Misstrauen und Paranoia geprägt. Die permanente gegenseitige Überwachung, die teils ins Absurde reichende Überinterpretation selbst kleinster Gesten und Äußerungen der Akteure untereinander sowie die Bedrohung durch ein „Antigebäude“, dessen tatsächliche Existenz indessen nie klar belegt wird, erinnern sowohl an Orwells „1984“ als auch die bürokratischen Albträume Kafkas. Jedoch verwehrt sich Lem gegen beide Parallelen. In den Memoiren würde eben kein perfekter, konsequenter Totalitarismus beschrieben, sondern eine Wirklichkeit, die zwar „bedeutungslos und voller Schlamperei“ war, deren chaotische Beliebigkeit aber als Perfektion und Zeichen der Allwissenheit des Apparats gedeutet wurde, die indessen nicht zu begreifen sei.

## Handlung
Der erste Teil des Buchs erklärt, wie die eigentlichen „Memoiren“ gefunden wurden: Die „Aufzeichnungen eines Menschen des Neogen“ wurden als eines der wenigen Relikte ihrer Zeit unter zwei menschlichen Skeletten in einer Badewanne gefunden, was zu ihrer Benennung führte. Entdeckt wurden sie bei Ausgrabungen in einem verschütteten Gebäude. Die offenkundigen Anspielungen in der Einleitung haben dabei nicht etwa den Stalinismus, sondern die modernen USA zum Hintergrund: das „Gebäude“ wurde als das „dritte Pentagon“ identifiziert, in dem Priester vom „Kult der Gottheit Kap-Eh-Thaal“ den Mythos des Antigebäudes erschufen. Die geschichtliche Epoche der Memoiren wird als kaum erforscht dargestellt, da eine „Papyrolyse“ genannte Katastrophe unbekannter Ursache zur Vernichtung der meisten historischen Quellen der Epoche (und zum Zusammenbruch der Kultur) führte, indem alle aus Papier bestehenden Aufzeichnungen und Akten zerfielen.
Die eigentliche Handlung beginnt mit der Ankunft des Protagonisten im „Gebäude“. Er scheitert bereits beim Auffinden eines Auftraggebers oder einer Person, die über seine Ankunft in irgendeiner Form informiert ist. Jegliche Kommunikationsversuche werden von seinen wechselnden Gegenübern als Chiffren interpretiert. Der Versuch, sich dieses Prinzip selbst zunutze zu machen und Chiffren in den eigenen Äußerungen anzudeuten, endet zunächst mit dem Selbstmord eines Gesprächspartners, der die Andeutung als Entlarvung seiner Identität missverstanden hat.
Weitere Versuche, den Inhalt seiner eigenen Mission in Erfahrung zu bringen, die Schichten von Intrigen, Codes und Chiffren zu durchdringen oder überhaupt einen Sinn in den Handlungen des „Gebäude“-Personals zu finden, schlagen fehl. Unklar bleibt bis zum Ende die Existenz des „Anti-Gebäudes“ und selbst die einer Außenwelt jenseits des „Gebäudes“. Die Memoiren enden mit dem mutmaßlichen Selbstmord des Protagonisten: in einer Badewanne findet er die Leiche eines Selbstmörders, der er ein Rasiermesser zu entreißen versucht.

## Ausgaben
- Erstausgabe: Memoiren, gefunden in der Badewanne. Übersetzt von Walter Tiel. Insel Verlag, Frankfurt am Main 1974, ISBN 3-458-05891-5.
- Neuauflage: Memoiren, gefunden in der Badewanne. Übersetzt von Walter Tiel. Vorwort übersetzt von Frank Staemmler. Suhrkamp Verlag, Frankfurt 1979, ISBN 978-3-518-37008-7.